# A3 (Griekenland)
De A3 of Odos Kentrikis Elladas  (Centraal-Griekse (snel)weg) is een autosnelweg in Griekenland. De snelweg verbindt Lamia met Panagia Trikalon. Op 22 december 2017 werden de eerste 80 kilometer geopend tussen Xyniada en Trikala. De stukken tussen Lamia en Xyniada en tussen Trikala en Kalambaka werden ingehuldigd op 23 april 2024.